# Allograpta calopoides
Allograpta calopoides är en tvåvingeart som först beskrevs av Charles Howard Curran 1938.  Allograpta calopoides ingår i släktet Allograpta och familjen blomflugor. Inga underarter finns listade i Catalogue of Life.